# مارين نيلاند أوردال
مارين نيلاند أوردال (مواليد 2 مارس 1994) هي لاعبة كرة يد نرويجية تلعب في مركز الدائرة في منتخب النرويج.

## وصلات خارجية
- مارين نيلاند أوردال على موقع الاتحاد الدولي لكرة اليد (الإنجليزية)
- مارين نيلاند أوردال على موقع الاتحاد الأوروبي لكرة اليد (الإنجليزية)
- مارين نيلاند أوردال على موقع الاتحاد النرويجي لكرة اليد (النرويجية)
- مارين نيلاند أوردال على موقع اللجنة الأولمبية الدولية (الإنجليزية)